# Ailech

Mapa de localización de Elagh o Ailech (sin fecha).

Ailech (en irlandés moderno Aileach o Oileach) fue un reino medieval en Irlanda. Se encontraba centrado en lo que actualmente es el Condado de Donegal y la península de Inishowen en el Condado de Ulster.
Los Reyes de Ailech pertenecían a los Uí Neíll del norte y tomaron su nombre del Grianán de Ailech (en irlandés Grianán Ailigh) una fortificación en la cúspide de la Montaña Greenan en el moderno Condado de Donegal. La fortaleza restaurada se encuentra en una posición prominente en la base de la península de Inishower con vistas al Fiordo Swilly al oeste y el Lough Foyle al este.

## Historia

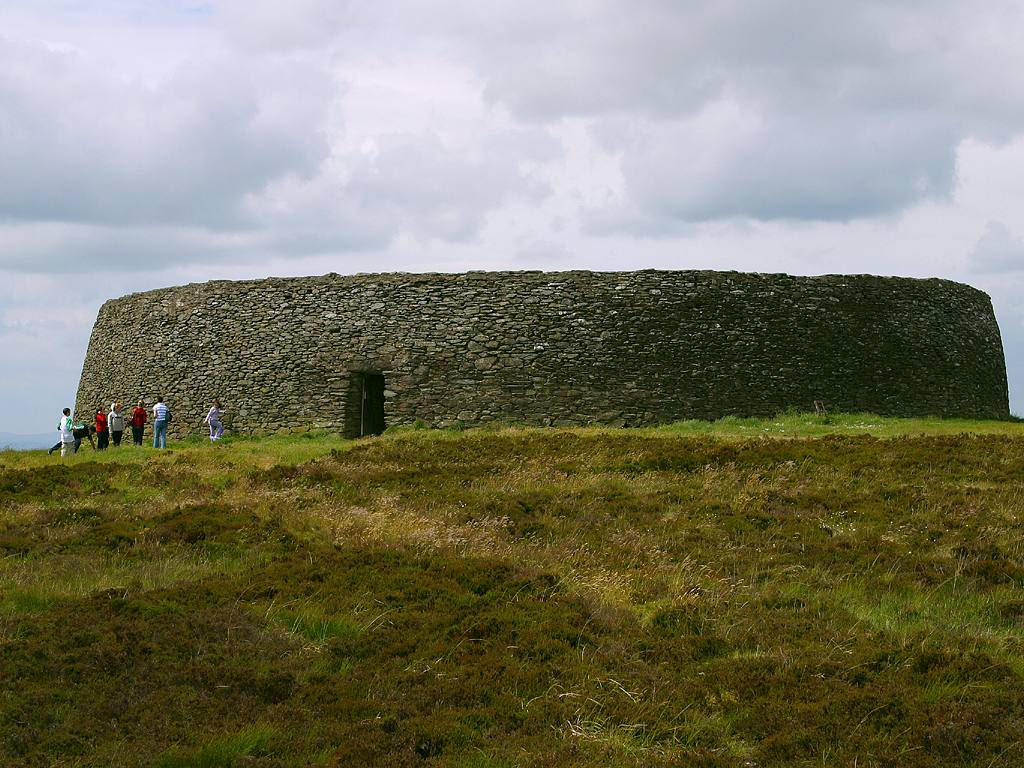
Vista exterior del Grianán de Ailech, el fuerte de los Reyes de Ailech.

Alrededor del año 400 a. C., Niall de los nueve rehenes (o Niall Noígíallach), en la 126.ª monarquía de Irlanda, conquistó parte de lo que se denominaba Reino de Ailech: con una parte de Tirowen de su hijo Eoghan o Owen, y otra parte de Tyrconnell, de su otro hijo Conall Gulban, donde se encontraba la primera princesa de Hy-Niall. En los años posteriores Tirowen se expandiría gracias a las conquistas, comprometiendo a los actuales Condado de Tyrone y Condado de Derry, la península de Inishowen (entre el Lago Foyle y el Fiordo Swilly), y gran parte de la Baronía de Raphoe, en el Condado de Donegal.
Uno de los lagos, obtendría el nombre de Feabhail -mencionado en los Anales de los cuatro maestros como «Lago Feabhail Mic Lodain»-, de un personaje también conocido como Foyle, hijo de Lodan, uno de los jefes Tuatha Dé Danann quién se ahogó en sus aguas. En una cumbre allí se encuentra el llamado Grianán de Ailech (de «Grianán» como "palacio" o "residencia real" y «Aileach» o «Oileach» que significa "fortaleza de piedra") con un estilo de arquitectura llamado Ciclópea. Esta fortaleza también es llamada «Aileach Neid» por Neid, una de las princesas de los Tuatha Dé Danann. La fortaleza sería destruida en 1101, luego de ser sede de muchos de los Reyes de Ulster, por Murtogh O'Brien (en irlandés antiguo, Muirchertach Ua Briain), rey de Munster y 180.º monarca de Irlanda. Además se supone que el palacio es el llamado «Regia» por Claudio Ptolomeo y el río llamado «Argita» se cree que es el Lago Foyle. El territorio alrededor de la fortaleza de Ailech obtiene el nombre de «Moy Aileach» de la llanura de Ely.
Tirowen sería parte de los descendientes de Owen, del Clan Owen, que con la introducción de los apellidos tomarían el «O'Neill» por su ancestro Niall Glundubh, el 170º monarca de Irlanda. Algunos de ellos además, se llamarían «MacLoghlin», por Lochlan, uno de los Reyes de Ailech.

## Controversias
Algunos autores sugieren que si bien la conexión del reino de Ailech con el Grianán de Ailech es usual, no necesariamente es correcta. Con el nombre Ailech se identifica la capital de Cenél nEógain alrededor del siglo VI a. C., hasta su demolición en 1101.
El nombre de Ailech en tiempos antiguos fue utilizado en una gran variedad de formas, desde el nombre del lugar específico en el Condado de Donegal hasta el nombre de reinos más grandes. Incluso algunos han sugerido que el emplazamiento de Ailech no se encontraba en el sitio del Grianán, sino en el Condado de Derry conocido bajo los nombres de las actuales ciudades de Elagh more y Elaghbeg (este último perteneciente a Donegal).
Hogan dice que Ailech no fue sede de los reyes Uí Neíll del norte hasta el siglo VIII, anteriormente solo era un sub reino controlado de Cenél nEógain (es decir, Inis Eoghain), y no fue hasta finales del siglo VIII que Cenél nEógain se convirtió en la dinastía dominante. Por lo que el autor dice que Ailech fue utilizado con tres distintas formas:
1. Ailech como la fortaleza de piedra en la cima de la Montaña Greenan, o Grianán de Ailech.
2. Ailech como el sub reino a partir del siglo V, situado en la península de Inis Eoghain (la actual Inishowen).
3. Ailech como el nombre del sub reino de los Uí Neíll del norte a partir del año 780 en adelante, y anteriormente conocido con los nombres indistintos de Fochla y Tuaiscert; también se podría añadir el nombre en latín de Aquilonis.[3]